# Романчук Руслан Володимирович
Руслан Володимирович Романчук (нар. 12 жовтня 1974, Одеса, УРСР) — український футболіст, захисник та півзахисник.

## Кар'єра гравця
Руслан Романчук народивс 12 жовтня 1974 року в місті Одеса. Вихованець СДЮШОР «Чорноморець» (Одеса). У 1991 році розпочав свої виступи в складі «моряків», дебютувавши за команду в матчі кубку СРСР. 3 червня 1992 році дебютував за «Чорноморець» у Вищій лізі в матчі проти «Торпедо» (Запоріжжя) (2:1). У червні 1995 року виступав у кременчуцькому «Кремені», а потім — у вінницькій «Ниві». В 1997 році переїхав до Німеччини, де захищав кольори клубу з Другої Бундесліги «Гютерсло 2000» та клубу з третього дивізіону німецького чемпіонату «Целле». У червні 2000 року повернувся до складу одеського «Чорноморця». Навесні 2003 року був відданий в оренду до ужгородського «Закарпаття». Потім виступав у складі аматорського клубу «Іван» (Одеса). На початку 2004 року став гравцем казахського «Таразу», а влітку 2004 року перейшов до «Спартака-Горобини» (Суми). Під час зимової перерви в сезоні 2004/05 років перейшов до складу овідіопольського «Дністра», в якому й завершив кар'єру професійного футболіста. Потім виступав у складі аматорських клубів з Одеси, «Сонячна Долина» та «Дружба Народів».

## Досягнення
- Вища ліга чемпіонату України
  -  Срібний призер (1): 1995
  -  Бронзовий призер (2): 1993, 1994

- Перша ліга чемпіонату України
  -  Срібний призер (1): 2002

- Кубок України
  -  Володар (2): 1992, 1994

- Кубок Казахстану
  -  Володар (1): 2004